# Stefan Hermann (Politiker)
Stefan Hermann (* 28. Juni 1985 in Bruck an der Mur) ist ein österreichischer Politiker der Freiheitlichen Partei Österreichs (FPÖ). Im Dezember 2017 wurde er zum FPÖ-Klubobmann im Landtag Steiermark gewählt. Am 16. Jänner 2018 wurde er als Abgeordneter zum Landtag Steiermark angelobt. Seit dem 18. Dezember 2024 ist er Landesrat der Landesregierung Kunasek für Bildung und Jugend, Regionalentwicklung und einen Teil der Gemeinden (im Ko-Referat mit Manuela Khom).

## Leben

### Ausbildung
Stefan Hermann wurde als Sohn einer Lehrerin und eines Steuerberaters geboren und wuchs in Feldkirchen bei Graz auf und besuchte die dortige Volksschule. Ab 1995 besuchte er das Bundesgymnasium und Bundesrealgymnasium Pestalozzistraße in Graz, wo er 2003 maturierte. Anschließend begann er ein Studium der Rechtswissenschaften an der Universität Graz, das Studium schloss er 2009 als Magister ab. Außerdem absolvierte er ein Studium im Bereich Wirtschaftsrecht als Master of Business Law (MBL).

### Politik
Er war mehrere Jahre parlamentarischer Mitarbeiter und Sprecher von Mario Kunasek. Außerdem war er Landesobmann des Ring Freiheitlicher Jugend (RFJ) in der Steiermark, im Juni 2017 folgte ihm Liane Moitzi in dieser Funktion nach. Bei der Landtagswahl in der Steiermark 2015 fungierte er als Wahlkampfleiter der Freiheitlichen.
Ab 2005 war er Gemeinderat in Feldkirchen bei Graz, wo er ab 2015 als Vizebürgermeister amtierte. Im Dezember 2024 legte er sein Amt als Vizebürgermeister zurück, ihm folgte David Wilfling nach. 2025 legte er sein Mandat im Gemeinderat zurück.
Im Dezember 2015 wurde er als Nachfolger von Mario Kunasek zum Landesparteisekretär der FPÖ Steiermark gewählt, im Dezember 2017 als Nachfolger Kunaseks zum FPÖ-Klubobmann im Landtag Steiermark. Am 16. Jänner 2018 wurde er in der XVII. Gesetzgebungsperiode als Abgeordneter zum Landtag Steiermark angelobt. Er folgte damit Mario Kunasek nach, der Verteidigungsminister in der Bundesregierung Kurz I wurde.
Im Februar 2019 wurde Stefan Hermann zum Bezirksparteiobmann der FPÖ Graz Umgebung gewählt, er folgte in dieser Funktion ebenfalls Mario Kunasek nach. Nach dem Rücktritt von Mario Kunasek als Verteidigungsminister im Mai 2019 übernahm Kunasek wieder die Funktion des FPÖ-Klubobmanns im Landtag, Hermann wurde geschäftsführender Klubobmann.
Bei der Landtagswahl 2019 kandidiert er hinter Spitzenkandidat Mario Kunasek an zweiter Stelle der Landesliste und als Spitzenkandidat im Wahlkreis Graz und Graz-Umgebung.
Im Rahmen des 37. ordentlichen Landesjugendtages des Rings Freiheitlicher Jugend (RFJ) Steiermark am 3. Juni 2023 in Leoben wurde Hermann vom Landesobmann des RFJ Alessandro Kopeter auf einstimmigen Beschluss des Landesvorstandes zum Ehrenobmann des RFJ-Steiermark ernannt. In der nach der Landtagswahl 2024 gebildeten Landesregierung Kunasek übernahm er mit der konstituierenden Sitzung der XVIII. Gesetzgebungsperiode am 18. Dezember 2024 als Landesrat die Agenden Bildung und Jugend, Regionalentwicklung sowie einen Teil der Gemeinden.
Als Bildungslandesrat wurde er auch Präsident der Bildungsdirektion Steiermark.

### Finanzskandal der FPÖ Graz
Im Zuge des am 15. Dezember 2023 eingesetzten parlamentarischen U-Ausschusses („ROT-BLAUER Machtmissbrauch-Untersuchungsausschuss“) wurde auch der FPÖ-Finanzskandal in Graz und die Beteiligung Hermanns daran thematisiert. Der Skandal ging kurz nach der Wahlniederlage der Grazer FPÖ bei der Gemeinderatswahl im September 2021 publik. Damals wurde bekannt, dass offenbar insgesamt rund 1,8 Millionen Euro aus der städtischen Klubförderung für private Zwecke abgezweigt worden waren. Im Mai 2024 wurde Ex-FPÖ-Gemeinderat Alexis Pascuttini in den U-Ausschuss geladen. Dieser wurde aus der Stadt-FPÖ ausgeschlossen, nachdem er immer wieder öffentlich die Aufklärung der Finanzaffäre forderte. Einer Anzeige Pascuttinis zufolge soll Hermann Pascuttini zusammen mit FPÖ-Landesparteichef Kunasek 2022 unter Druck gesetzt haben, damit der Finanzskandal nicht weiter aufgeklärt werde. Pascuttini erhebt Vorwürfe der „gefährlichen Drohung“ und „Nötigung“. Die Anzeige zog nach sich, dass die Staatsanwaltschaft Klagenfurt um die Aufhebung der Immunität von Kunasek und Hermann ansuchte.
Im August 2024 brachte Hermann eine Anzeige gegen Pascuttini wegen falscher Zeugenaussage, Verleumdung und missbräuchlicher Verwendung von Tonaufnahmen ein. Aufgrund dieser Anzeige nahm die Staatsanwaltschaft ein Ermittlungsverfahren auf und führt seitdem den KFG-Klubchef als Beschuldigten.

## Politische Positionen
Hermann sprach sich 2024 für die Beibehaltung von Sonderschulen aus ― dies entgegen zahlreicher österreichischer Behindertenrechtsorganisationen, die Sonderschulen als nicht inklusiv ablehnen.